# 2369 Chekhov
2369 Chekhov eller 1976 GC8 är en asteroid i huvudbältet som upptäcktes den 4 april 1976 av den rysk-sovjetiske astronomen Nikolaj Tjernych vid Krims astrofysiska observatorium på Krim. Den har fått sitt namn efter den ryske författaren och läkaren Anton Tjechov.
Asteroiden har en diameter på ungefär 10 kilometer.